# Sarnów (województwo opolskie)

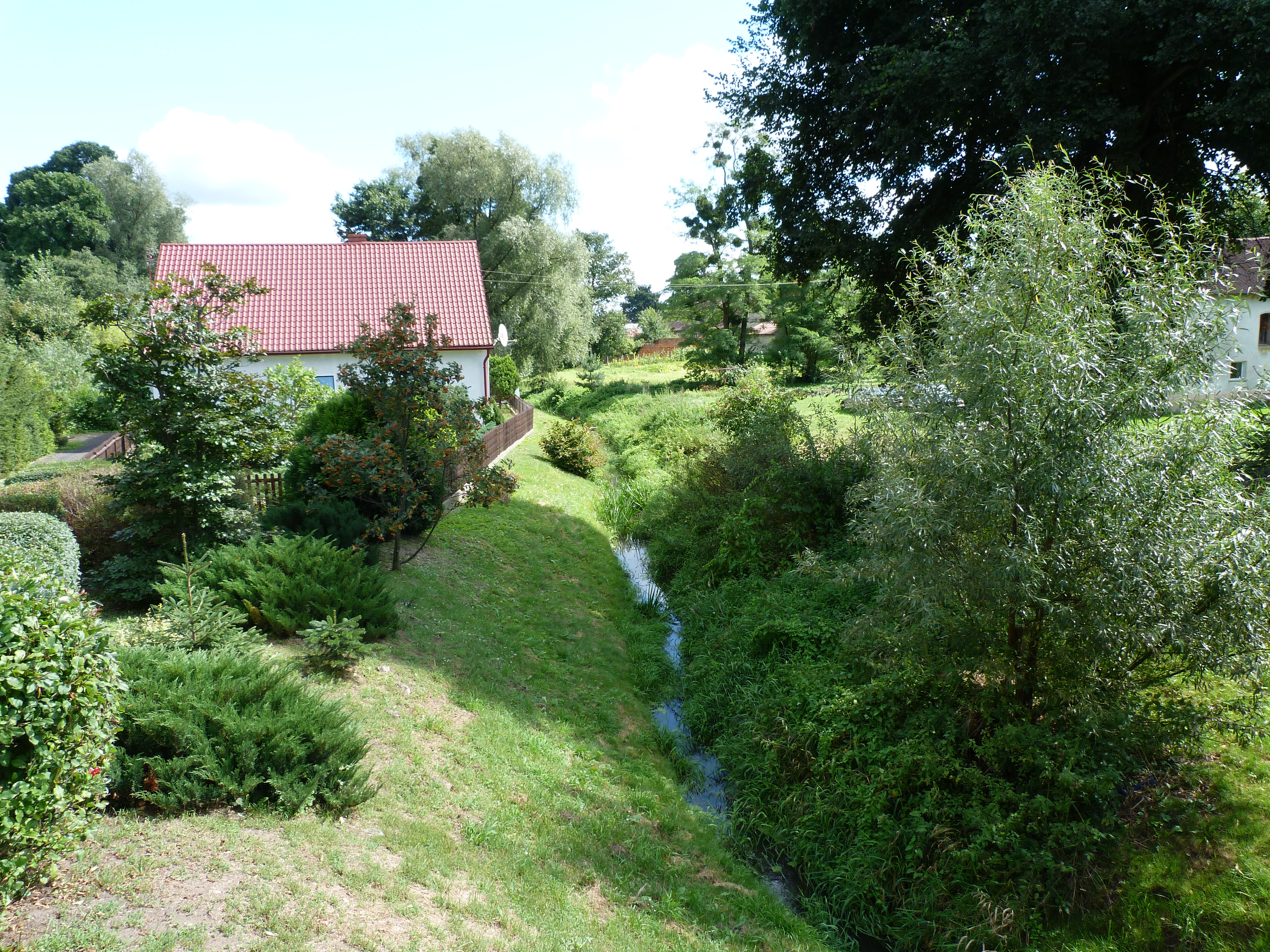
Rzeka Pratwa w Sarnowie k. Byczyny

Sarnów (niem. Sarnau) – wieś w Polsce, położona w województwie opolskim, w powiecie kluczborskim, w gminie Byczyna, nad rzeką Pratwą.
W latach 1975–1998 miejscowość należała administracyjnie do województwa opolskiego.

## Infrastruktura
Najbliższy przystanek kolejowy znajduje się w Biskupicach (1,5 km). Miejscowość jest położona przy drodze krajowej nr 11 i posiada dobre połączenia autobusowe z Byczyną i Kluczborkiem.

## Historia
Pierwsze wzmianki o Sarnowie pochodzą z 1506 r. a jego nazwa pochodzi od przezwiska Sarna; ze względu na bezleśną okolicę wykluczyć należy hipotezę o topograficznym znaczeniu nazwy miejscowości (miejsce gdzie żyją sarny). Dokument z 1506 r. stwierdza, że właścicielem Sarnowa jest Hanusz Ezammer z Kochłowic. Miejscowość rozwinęła się wokół folwarku, który był częścią dóbr kochłowickich.
Dokument z 1700 r. stwierdza, że właścicielem Sarnowa i Kochłowic jest rodzina von Pritzelwitz. Później miejscowość należała kolejno do rodzin von Heydebrand i de Glum. Pod koniec XVIII w. nadano Sarnowowi herb, przedstawiający skierowany w dół lemiesz od pługa. Od 1880 r. w miejscowości istniała spółka cywilna, która założyła w Sarnowie mleczarnię, funkcjonującą tam przez kilkadziesiąt lat. W 1900 r. rząd pruski wykupił w miejscowości majątek o wielkości 164 hm² (ha), który odsprzedał w 1930 r. rodzinie Schmirgel.
30 września 1928 r. do miejscowości włączono obszar dworski Sarnau, a 17 października tego samego roku obszar dworski Eichborn.
28 marca 2008 r., uchwałą Rady Miejskiej w Byczynie, Sarnów przystąpił do programu „Odnowa wsi w województwie opolskim”.

## Liczba mieszkańców
| Rok                | 1861 | 1933 | 1939 | 1995 |
| Liczba mieszkańców | 264  | 370  | 339  | 271  |

## Zabytki
- W Sarnowie znajduje się dwór, wybudowany na przełomie XVIII i XIX w. przy istniejących już wcześniej w tym miejscu zabudowaniach folwarcznych. Budynek został przebudowany ok. 1913 r. – podniesiono go, zmieniono dach, dostawiono portyk z balkonem w elewacji frontowej i drewnianą werandę z tyłu; w tym okresie właścicielem był Alfred Schmirgel. Po 1945 r. dworek jest własnością prywatną, częściowo użytkowaną przez Spółdzielnię Produkcyjną w Sarnowie[8].
- Murowana kaplica cmentarna św. Jana Chrzciciela, zbudowana w 1920 r. Inicjatorem budowy był ksiądz Jan Madeja, proboszcz parafii rzymskokatolickiej. Wewnątrz znajduje się m.in. barokowy ołtarz o dekoracji akantowej z początku XVIII w. Kaplica należy do parafii w Krzywiźnie[8]. Obok kaplicy znajduje się cmentarz.